# خانه صباغ
منزل صباغ مربوط به دوره قاجار است و در شیراز، بافت قدیم، محله قدیم اسحق بیگ، کوچه مسجد مولا واقع شده و این اثر در تاریخ ۲۵ اسفند ۱۳۷۹ با شمارهٔ ثبت ۳۲۷۶ به‌عنوان یکی از آثار ملی ایران به ثبت رسیده است.